# Birinşi Lïga 2020
La Birinşi Lïga 2020 è stata la 26ª edizione della seconda serie del campionato kazako di calcio.

## Stagione

### Novità
Al termine della stagione 2019 è retrocesso in Ekinşi Lïga l'Aqtóbe-Jas, poiché la prima squadra - l'Aqtöbe - è retrocessa dalla Qazaqstan Prem'er Ligasy insieme all'Atyrau. Dalla Ekinşi Lïga sono salite Arys e Sdıýsshor Nº8. L'Astana non ha iscritto la sua seconda squadra.

### Formula
Il format iniziale del torneo era inizialmente identico a quella della passata stagione, con la prime due classificate promosse in massima serie mentre la terza avrebbe dovuto giocare lo spareggio promozione-retrocessione contro la terzultima classificata della Qazaqstan Prem'er Ligasy 2020.
A causa della Pandemia di COVID-19 del 2019-2021, che ha impedito il regolare svolgimento del torneo a partire dal mese di marzo, la struttura del torneo è stata cambiata: le quattordici squadre partecipanti sono state suddivise in due gironi (A e B) da sette squadre. 
La vincente di ciascun girone, verrà promossa in Qazaqstan Prem'er Ligasy 2021. Per limitare gli spostamenti, la federazione kazaka ha decretato una sede unica per ciascun girone: gli incontri del girone A si svolgeranno a Pavlodar, quelli del girone B tra Talǧar e Şımkent. Nessuna seconda squadra potrà essere promossa in massima serie e non sono previste retrocessioni.

## Classifiche

### Girone A
|  | Pos. | Squadra   | Pt | G  | V | N | P | GF | GS | DR  |
|  | ---- | --------- | -- | -- | - | - | - | -- | -- | --- |
|  | 1.   | Aqtöbe    | 29 | 12 | 9 | 2 | 1 | 23 | 4  | +19 |
|  | 2.   | Arys      | 21 | 12 | 6 | 3 | 3 | 19 | 16 | +3  |
|  | 3.   | Qyran     | 20 | 12 | 6 | 2 | 4 | 15 | 10 | +5  |
|  | 4.   | Maqtaaral | 17 | 12 | 5 | 2 | 5 | 15 | 16 | -1  |
|  | 5.   | Ekibastuz | 12 | 12 | 3 | 3 | 6 | 14 | 16 | -2  |
|  | 6.   | Baıqońyr  | 10 | 12 | 3 | 1 | 8 | 14 | 30 | -16 |
|  | 7.   | Altaı     | 9  | 12 | 2 | 3 | 7 | 10 | 18 | -8  |

Legenda:
      Promossa in Qazaqstan Prem'er Ligasy 2021
Note:
Tre punti a vittoria, uno a pareggio, zero a sconfitta.

### Girone B
|  | Pos. | Squadra            | Pt | G  | V | N | P  | GF | GS | DR  |
|  | ---- | ------------------ | -- | -- | - | - | -- | -- | -- | --- |
|  | 1.   | Atyrau             | 27 | 12 | 8 | 3 | 1  | 21 | 11 | +10 |
|  | 2.   | Aqjaıyq            | 23 | 12 | 7 | 2 | 3  | 17 | 12 | +5  |
|  | 3.   | Sdıýsshor Nº8      | 21 | 12 | 6 | 3 | 3  | 27 | 19 | +8  |
|  | 4.   | Jetisý B           | 21 | 12 | 6 | 3 | 3  | 20 | 13 | +7  |
|  | 5.   | Akademıya Ońtýstik | 16 | 12 | 5 | 1 | 6  | 15 | 18 | -3  |
|  | 6.   | Qairat Akademija   | 8  | 12 | 2 | 2 | 8  | 12 | 21 | -9  |
|  | 7.   | Shahter-Bolat      | 2  | 12 | 0 | 2 | 10 | 9  | 27 | -18 |

Legenda:
      Promossa in Qazaqstan Prem'er Ligasy 2021
Note:
Tre punti a vittoria, uno a pareggio, zero a sconfitta.

## Statistiche

### Individuali

#### Classifica marcatori
| Gol |  |  | Giocatore            | Squadra      |
| --- |  |  | -------------------- | ------------ |
| 9   |  |  | Oleg Hromțov         | Aqjaýıq      |
| 7   |  |  | Elmar Nabiev         | Sdyusşor Nº8 |
| 6   |  |  | Dias Kalybayev       | Jetisw B     |
| 6   |  |  | Jaqıp Qojamberdı     | Qıran        |
| 6   |  |  | Chisom Nkobie        | Arıs         |
| 6   |  |  | Edige Oralbay        | Jetisw B     |
| 5   |  |  | Piotr Grzelczak      | Atıraw       |
| 5   |  |  | Vyacheslav Serdyukov | Maqtaaral    |